# Brigitta Lehmann
Brigitta Lehmann (* 24. Oktober 1966 in Berlin) ist eine ehemalige deutsche Kunstturnerin.
Die für den OSC Berlin startende Brigitta Lehmann wurde 1983 Mehrkampf-Vizemeisterin bei den Deutschen Meisterschaften. Bei den Olympischen Sommerspielen 1984 in Los Angeles erreichte sie mit der Mannschaft den 4. Platz. Lehmann heiratete später den ehemaligen Berliner Olympiateilnehmer im Modernen Fünfkampf, Christian Sandow.